# Dlouhověkost
Dlouhověkost znamená dožití se většího, především biologického věku. Tzv. maximální délka života (MLS) však zůstává pro organismy celkem konstantní a je spíše vnitřně určována jejich metabolismem.

## Lidé
Zatímco v roce 2010 bylo v Česku podle úmrtnostních tabulek procento dožití se 100 let od narození 0,08 % u mužů a 0,29 % u žen, tak v roce 1920 pouze 0,05 % pro obě pohlaví. Ovšem pravděpodobnost dožití se dalších narozenin ve věku 100 let byla v roce 1920 rovna přibližně 44 % a v roce 2010 byla změněna u mužů na 52 % a u žen 57 %. Podle středních odhadů OSN zde nedosáhne střední délka života v roce 2050 ani 90 let (podle OSN dle extrapolací úmrtnostních tabulek Lee-Carterovou metodou muži ve vyspělých zemích dosáhnou 100 let u střední délky života až v roce 2300). Nárůst dožitého věku je dlouhodobě jen postupný. Převažuje totiž jen pokles dětské úmrtnosti, kdežto ve stáří nedochází téměř ke zlepšení. Nelze tedy očekávat prudké zvýšení dlouhověkosti, ale pouze vyšší procento pravděpodobnosti dožití se důchodového věku. Odhaduje, že u člověka je pro průměrný dožívaný věk limit přibližně 115 let. Úmrtnost totiž dále narůstá exponenciálně s věkem.
S rostoucím věkem roste také vliv ročních období na úmrtnost. I v oblastech bez extrémních výkyvů teplot je tento vliv pro věk nad 100 let více než třetinový. Ve starověku byla vyšší úmrtnost v létě (malárie), nyní je vyšší v zimě (a to ve větším poměru u žen a méně vzdělaných lidí). Úmrtnost ve vysokém věku také plavně kolísá s periodou přibližně 11 respektive 22 let slunečního cyklu (vyšší při vyšší sluneční aktivitě), o čemž se lze přesvědčit i z dat ČSÚ, kde také pravděpodobnost úmrtí {\displaystyle \,q_{x}\!} takto kolísá (například po roce 1945 pro 100leté muže mezi 39 % až 67 % bez výraznějšího trendu poklesu střední celkové pravděpodobnosti).
Podle průzkumů k dlouhověkosti nenapomáhá pozitivní myšlení, ale naopak rozvážné chování. Dlouhověkosti se lidé více dožívají v bohatších zemích a městech. Důležitá je i možnost dostatečného stravování pro potlačení infekčních onemocnění. Dědičnost má malý vliv.

### Sto a víceletí
Česká správa sociálního zabezpečení v červenci 2006 vyplácela důchod 464 sto a víceletým občanům, narozeným v letech 1898 až 1906, z nichž bylo 389 žen a 75 mužů. V lednu 2010 jich evidovala 918, v lednu 2011 jich uváděla 913 a v lednu 2012 stoupl počet stoletých na 1035. V lednu 2013 evidovala 1103 seniorů, narozených v letech 1904 až 1913, z nichž bylo 920 žen a 183 mužů.
Český statistický úřad předpovídá, že kolem roku 2050 by v Česku mohlo být 15 000 stoletých lidí.

## Rostliny, houby, zvířata
Pojem dlouhověkosti lze použít i pro jiné organismy. Je však relativní např. v rámci druhu. Záleží na prostředí a uzpůsobení metabolismu. Výběr organismů (v závorce roky):
- Rostliny
  - Stromy
    - Cedr (1000)
    - Dub (2000)
    - Borovice (4800)[17]

  - Kaktusy
    - Astrophytum (200)

  - Vyšší dvouděložné
    - Larea trojzubá (kolonie tisíce let)[18]
- Houby
  - Václavka (2000 jako na stromech parazitující podhoubí)[19]
- Živočichové
  - Houbovci
    - Křemité houby (tisíce)

  - Korálnatci
    - Korál (> 4000 jako kolonie)

  - Členovci
    - Pavouci (43)[20]

  - Mlži
    - Ming (500)[21]

  - Žraloci
    - Žralok malohlavý (400)[22]

  - Plazi
    - Hatérie novozélandská (100)

  - Želvy (> 180)
    - Želva sloní (> 100)

  - Ptáci
    - Kakadu (> 100)
    - Pštros dvouprstý (> 75)

## Fiktivní a nepotvrzení
- Bible
  - Metuzalém (969)
- Sumerský královský seznam
  - En-men-lu-ana (43200)
- Fiktivní druhy
  - Huttové (1000)